# Rosahuvad kejsarduva
Rosahuvad kejsarduva (Ducula rosacea) är en fågel i familjen duvor inom ordningen duvfåglar.

## Utbredning och systematik
Fågeln förekommer i Små Sundaöarna i Floreshavet och Javahavet. Den behandlas som monotypisk, det vill säga att den inte delas in i några underarter.

## Status
IUCN kategoriserar arten som nära hotad.